# Onafhankelijk Albanië
Onafhankelijk Albanië (Albanees: Shqipëria e Pavarur) (1912-1914) is de benaming van het land Albanië na de uitgeroepen onafhankelijkheid ten opzichte van het Ottomaanse Rijk op 28 november 1912. Op 4 december 1912 werd het land door de internationale gemeenschap erkend als soevereine staat. Na de Vrede van Londen (1913) werden de landsgrenzen van het land aangepast als gevolg van de Balkanoorlogen. Ismail Qemali was als premier de eerste staatshoofd van de moderne Albanese natiestaat.

## Geschiedenis
Het middeleeuwse Albanië viel in 1479 onder volledig Ottomaans bewind na een langdurige oorlog tussen Albanese heersers en Ottomaanse sultans. Het Ottomaanse Rijk regeerde vanaf de late 15e eeuw vier eeuwenlang over de Albanese gebieden, wat een religieuze invloed had op de bevolking; zo bekeerden de meeste Albanezen zich vanaf de 17e eeuw tot de islam. De bekering had als gevolg dat bekeerde Albanezen financiële privileges genereerden en hoge functies binnen de Ottomaanse hiërarchie kenden; zo waren enkele invloedrijke pasja's en Ottomaanse soldaten van Albanese komaf. Vanaf de 18e eeuw kreeg de Albanese adel aanzienlijke stukken land op de Balkan in de vorm van pasjaliks en vilajets. Dit waren provincies binnen het Ottomaanse Rijk die gebieden besloegen in het huidige Albanië, Kosovo, Montenegro, Servië, Noord-Macedonië en Griekenland die onder heerschappij vielen van Albanese edelen.
In de 19e eeuw verzwakte het Ottomaanse Rijk, in deze periode riepen onder anderen Servië, Bosnië en Griekenland al onafhankelijkheid uit. De Albanezen streefden ook naar een eigen onafhankelijke staat. De grootste redenen hiervoor waren de wetten die de Jonge Turken hadden ingevoerd, die nadelig waren voor de Albanese bevolking. Zo kregen de Albanezen belastingverhogingen, dienstplicht in het Ottomaanse leger en werden de Albanezen ontwapend.
De Albanezen creëerden guerrillabewegingen aan het einde van de 18e eeuw, waar het moderne Albanese nationalisme van afstamt. Echter, de eerste grote Albanese opstand ontstond in 1910, gesteund door Bulgarije en Montenegro. Dit zou een tweeweekse conflict worden waarna de Ottomanen de controle terug kregen. In deze periode sprak de latere stichter van het moderne Albanië, politicus Ismail Qemali, in het Ottomaanse parlement over de rechten van de Albanezen, die in hun ogen minimaal waren. Hasan Prishtina, eveneens een politicus, en tegenstander van de Jong Turken waarschuwde hen al voor een toekomstig onafhankelijk Albanië. Ondertussen creëerde Isa Boletini, een Albanese nationalist uit Kosovo, een paramilitaire groepering die met wapens een eigen Albanese staat zouden opeisen. Na een maandenlang gewapend conflict zou Albanië in november 1912 haar onafhankelijkheid uitroepen. Dat in december werd erkend door de internationale gemeenschap. Vlorë werd de hoofdstad van Albanië.
De bedoeling was om in september 1912 een Albanese natiestaat, met het Albanese vilajet als voorbeeld, te stichten maar de onderhandelingen hiervan werden een maand later onderbroken door de Eerste Balkanoorlog. Gedurende de Balkanoorlog (1912-1913) verloor het net opgerichte Albanië grondgebied aan buurlanden Servië, Montenegro en Griekenland. Hoewel de Albanezen tijdens het conflict de stad Shkodër terug veroverden en de kust aan de Adriatische Zee behielden na de Slag om Lumë, bepaalde de Vrede van Londen op 29 juli 1913 de landsgrenzen op de Balkan. Albanië behield zijn status als onafhankelijk land, mede door de druk van vooral Oostenrijk-Hongarije en Italië, maar moest aanzienlijk stuk land afstaan aan Servië, Montenegro en Griekenland waardoor veel etnische Albanezen buiten Albanië kwamen te wonen.
In februari 1914 ontstond na de kroning van Wilhelm zu Wied het vorstendom Albanië.

## Staatshoofd
- Premier Ismail Qemali (1912-1914)
- Premier Fejzi Alizoti (1914)

## Kaarten

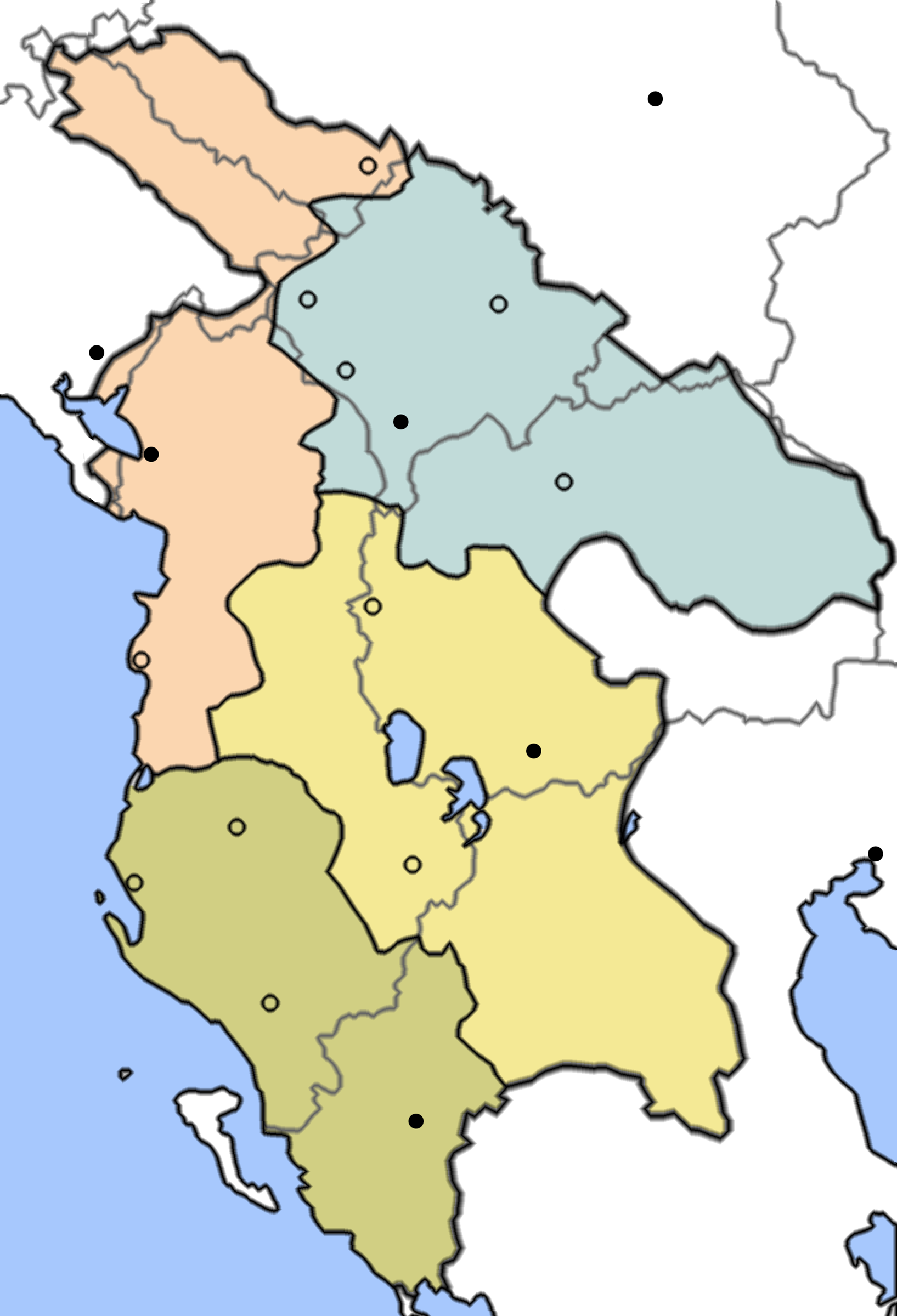
Verdeling Albanese vilajets voor de onafhankelijkheidsverklaring
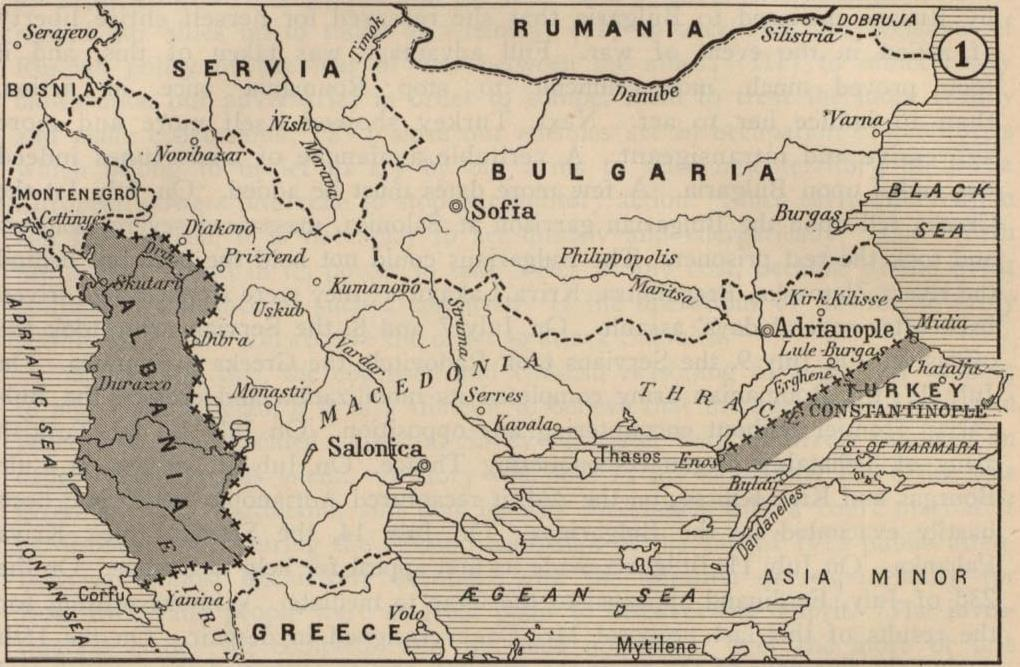
Albanië tijdens de Balkanoorlog (1912)
Weergave van voorkeur van een territoriaal Albanië (1913)